# Fernando Calderón Collantes

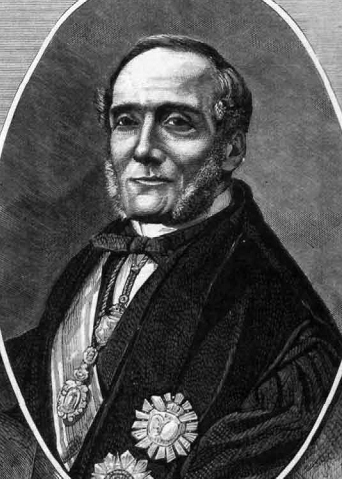
Fernando Calderón Collantes

Fernando Calderón Collantes, 1. Marqués de Reinosa (* 21. Februar 1811 in Reinosa, Kantabrien; † 9. Januar 1890 in Madrid) war ein spanischer Politiker des Partido Moderado und später des Partido Conservador, der unter anderem mehrmals Justizminister (1865 bis 1866, 1875, 1877 bis 1879) sowie zwischen 1875 und 1877 Außenminister und zuletzt von 1879 bis 1882 Präsident des Obersten Gerichtshofes war.

## Leben
Fernando Calderón Collantes war ein jüngerer Bruder des Politikers Saturnino Calderón Collantes (1799–1864), der ebenfalls mehrmals Minister war. Er selbst absolvierte ein Studium der Rechtswissenschaften an der Universität Santiago de Compostela und war danach als Richter an Gerichten in Ribadeo, Vigo, Valladolid, Barcelona und Madrid tätig. Am 19. Januar 1840 erstmals Mitglied des Abgeordnetenhauses (Congreso de los Diputados) und vertrat in diesem bis zum 7. Januar 1859 mit verschiedenen Unterbrechungen die Interessen von Lugo sowie überwiegend von La Coruña. Am 28. November 1862 wurde er zum Richter am Obersten Gerichtshof (Tribunal Supremo) ernannt und war von 1862 bis 1868 Mitglied des Senats auf Lebenszeit (Senador vitalicio).
Am 21. Juni 1865 wurde Calderón im dritten Kabinett von Ministerpräsident Leopoldo O’Donnell erstmals zum Justizminister (Ministro de Gracia y Justicia) berufen und bekleidete dieses bis zum 10. Juli 1866. Er war vom 15. Januar 1869 bis zum 2. Januar 1871 sowie vom 2. April bis zum 28. Juni 1872 für La Coruña abermals Mitglied des Abgeordnetenhauses. Er wurde 1871 für die Provinz La Coruña zum Mitglied des Senats gewählt, dem er bis 1873 sowie erneut 1876 angehörte.
Im Kabinett von Ministerpräsident Joaquín Jovellar Soler fungierte er zwischen dem 12. September und dem 2. Dezember 1875 abermals als Justizminister und war während der Krankheit des Amtsinhabers vom 14. November bis zum 2. Dezember 1875 zudem amtierender Staatsminister (Ministro de Estado Interino). Am 2. Dezember 1875 wurde er im darauf folgenden zweiten Kabinett von Ministerpräsident Antonio Cánovas del Castillo als Staatsminister (Ministro de Estado) zum Außenminister ernannt und bekleidete dieses Amt bis zum 14. Januar 1877. Daraufhin war er nach einer Kabinettsumbildung zwischen dem 14. Januar 1877 und dem 6. Januar 1879 noch einmal Justizminister.
1877 wurde Fernando Calderón Collantes wieder zum Mitglied des Senats auf Lebenszeit ernannt und gehörte diesem bis zu seinem Tode am 9. Januar 1890 an. Am 7. Juni 1878 wurde er als 1. Marqués de Reinosa in den Adelsstand erhoben. 1879 wurde er als Nachfolger von Cirilo Álvarez zum Präsidenten des Obersten Gerichtshofes ernannt und bekleidete das Amt bis zu seiner Ablösung durch Eduardo Alonso Colmenares 1882. Er war Mitglied der Real Academia de Ciencias Morales y Políticas und wurde 1884 zum Ritter des Orden vom Goldenen Vlies ernannt.